# Резолюция Совета Безопасности ООН 1572
Резолюция Совета Безопасности Организации Объединённых Наций 1572, принятая единогласно 15 ноября 2004 года, по итогам Резолюции 1528 (2004) о ситуации в Кот-д’Ивуаре, Совет ввел эмбарго на поставки оружия в страну после недавнего насилия и пригрозил дальнейшими санкциями, если ивуарийские партии не будут впредь соблюдать свои политические обязательства.

## Резолюция

### Наблюдения
Совет Безопасности отметил, что, несмотря на различные политические договоренности, боевые действия возобновились в Кот-д’Ивуаре в нарушение соглашения о прекращении огня от мая 2003 года. Была выражена обеспокоенность по поводу гуманитарной ситуации и использования средств массовой информации для разжигания ненависти к иностранцам в стране. В то же время получили высокую оценку продолжающиеся усилия Африканского союза и Экономического сообщества западноафриканских государств (ЭКОВАС) по установлению мира и стабильности.

### Действия
Совет Безопасности осудил воздушные налеты Национальных вооруженных сил Кот-д’Ивуара как нарушение режима прекращения огня и потребовал, чтобы все стороны соблюдали соглашение о прекращении огня, подчеркнув, что у конфликта нет военного решения. Он подтвердил поддержку Операции Организации Объединённых Наций в Кот-д’Ивуаре (ОООНКИ) и французских сил. Между тем, он также потребовал немедленно прекратить все радио- и телепередачи, разжигающие ненависть и насилие.
Резолюция ввела эмбарго на поставки оружия Кот-д’Ивуару на первоначальный период в 13 месяцев, который не будет применяться для целей Организации Объединённых Наций или в гуманитарных целях. Кроме того, был введен 12-месячный запрет на поездки и замораживание активов для тех, кто пытался помешать мирному процессу, нарушить права человека или разжечь ненависть в стране. Ограничения не будут применяться в случае гуманитарной необходимости. Совет постановил, что меры будут пересмотрены через 13 месяцев, и будет создан комитет для наблюдения за выполнением санкций.

## Голосование
| За (15) | Воздержались (0) | Против (0) |
| --- | ---------------- | ---------- |
| - Китай - Франция - Россия - Великобритания - США - Алжир - Ангола - Бенин - Бразилия - Чили - Испания - Германия - Пакистан - Филиппины - Румыния |                  |            |

* жирным выделены постоянные члены Совета Безопасности ООН